# Interregnum (Heiliges Römisches Reich)

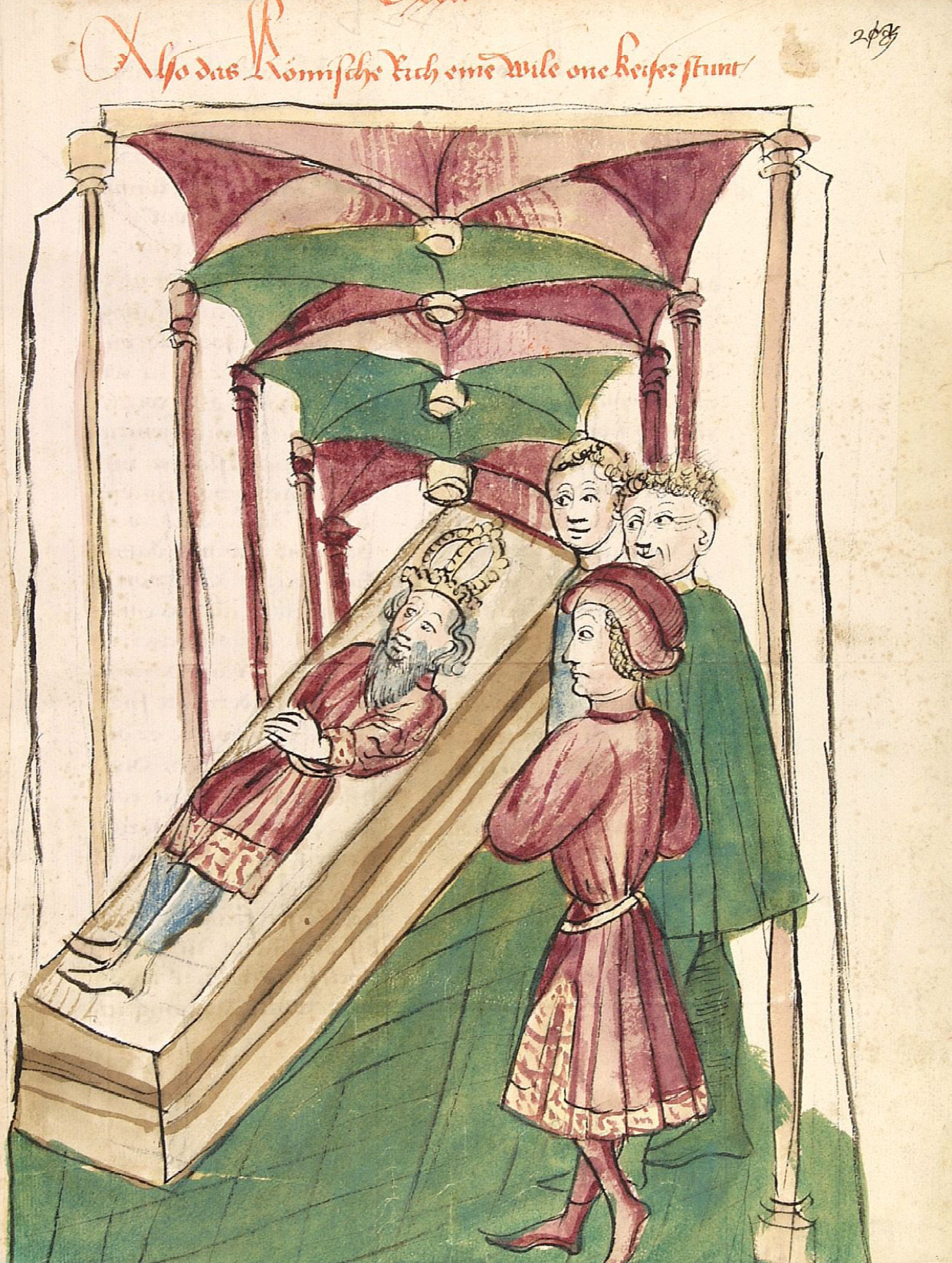
Also das Römische rich eine Wile one keiser stunt. Drei Männer stehen zum Teil mit betroffenem Gesichtsausdruck am Grabmal eines Kaisers, Darstellung des Interregnums aus Chronicon pontificum et imperatorum, Handschrift um 1450, aus der Werkstatt des Diebold Lauber

Als Interregnum (lat. für „Zwischenherrschaft“, hier eher im Sinne von „Zwischenzeit“ gebraucht) bezeichnet man in der Geschichte des Heiligen Römischen Reiches die Periode zwischen der Absetzung Kaiser Friedrichs II. durch Papst Innozenz IV. im Jahre 1245 und der Wahl Rudolfs I. im Jahre 1273. Im Allgemeinen wird der Beginn des Interregnums mit dem Tode Friedrichs im Jahre 1250, im Besonderen mit dem Tode Konrads IV. im Jahre 1254 (und selten mit dem Wilhelms von Holland im Jahre 1256) angesetzt.
In dieser Zeit wurden Heinrich Raspe, Wilhelm von Holland, Alfons von Kastilien und Richard von Cornwall zwar zu Königen gewählt, vermochten aber kaum Herrschergewalt auszuüben.

## Zum Begriff
Der aus dem römischen Verfassungsrecht (vgl. Interrex) entnommene Begriff wurde von der Geschichtswissenschaft des 19. Jahrhunderts verwendet, um die auf die – von ihr verklärte – Stauferherrschaft folgende Periode als ein Zeitalter der Wirren und der Kriege zu charakterisieren. Poetischen Ausdruck fand dies v. a. in der Ballade Der Graf von Habsburg von Friedrich Schiller, in der das Interregnum als die kaiserlose, die schreckliche Zeit bezeichnet wurde. Erst in der neueren Forschung wird diese Zeit wesentlich differenzierter und im Kontext der Handlungsoptionen der Beteiligten gesehen. Das Bild des egoistischen Fürsten, dem das Reichswohl egal ist, und einer chaotischen und rechtlosen Zeit wird mittlerweile abgelehnt.

## Geschichte

### Vorgeschichte
Je nachdem, welches Ereignis als das wichtigere angesehen wird, kann man den Beginn des Interregnums entweder auf den Tag der Absetzung Kaiser Friedrichs II. durch Papst Innozenz IV. am 17. Juli 1245 oder auf den Tod des Kaisers am 13. Dezember 1250 legen. Unabhängig vom Datum war für die politische Situation im Reich während des Interregnums vor allem die Einschätzung wichtig, ob die Absetzung Friedrichs durch den Papst rechtmäßig war. Darin waren sich schon die Zeitgenossen nicht einig.
Bei dem Kampf zwischen Friedrich II. und Innozenz IV. ging es um die Frage, wer an der Spitze der Christenheit stehen sollte, und um konkrete Machtpolitik, da Friedrich sowohl Kaiser als auch sizilianischer König war und der Kirchenstaat damit faktisch zwischen den Machtbereichen Friedrichs lag. Die daraus resultierenden Spannungen und Konflikte gipfelten 1239 in einer zweifachen Exkommunikation des Kaisers durch Papst Gregor IX. Für das Jahr 1241 plante Gregor eine Synode in Rom, die Friedrich mit militärischen Mitteln verhinderte, indem er Rom einschloss sowie Schiffe, auf denen die Teilnehmer anreisten, aufbrachte und hunderte Prälaten gefangen nahm. Kurz darauf starb Gregor am 21. August 1241.
Am 10. September des gleichen Jahres verbündeten sich die wichtigsten geistlichen Herrscher des Reiches, der Erzbischof von Mainz und der Erzbischof von Köln, gegen den Kaiser und begannen damit den Kampf gegen die staufische Herrschaft auch in Deutschland.
Erst am 25. Juni 1243 wurde der aus einer vornehmen genuesischen Familie stammende Kirchenjurist Sinibaldus Fieschi zum Papst gewählt. Er wählte den Namen Innozenz IV. Ein Jahr nach seiner Wahl gelang ihm die Flucht aus dem noch immer von Friedrich belagerten Rom über Genua nach Lyon, nachdem er zuvor erfolglos mit Friedrich verhandelt hatte. Am 3. Januar 1245 rief Innozenz ein neues Konzil nach Lyon ein, das am 28. Juni 1245 mit rund 150 Teilnehmern begann. Von den bedeutenden Gegnern Friedrichs aus dem deutschen Raum war niemand anwesend. Es wird vermutet, dass sie zwar in die Absetzungspläne des Papstes eingeweiht waren, aber nicht anreisten, wohl weil sie Skrupel hatten oder Konsequenzen fürchteten, sollten die Pläne scheitern.
Auf der Schlussversammlung der Synode verkündete Innozenz die Absetzung Friedrichs aufgrund vierer schwerer Vergehen: wiederholter Meineid, Bruch des Friedens zwischen Reich und Kirche, Gefangennahme von Prälaten auf dem Weg zum Konzil und erwiesene Ketzerei. Der Papst untersagte allen Untertanen, ihn weiter als König und Kaiser anzusehen und rief die zur Wahl Berechtigten auf, einen neuen König zu wählen. Die Legitimation für diesen einmaligen Schritt zog Innozenz aus der Tatsache, dass er die Nachfolge im Amt des Stellvertreters innehabe und Christus

„[…] solange er in dieser Welt weilte, […] und nach Naturrecht gegen die Kaiser und jeden sonst Absetzungsurteile und Verdammungssequenzen und alle beliebigen Urteile fällen hätte können […], vermag dies aus demselben Grund auch sein Stellvertreter; denn er wäre nicht als besonnener Herr erschienen, um mit Ehrfurcht vor ihm zu sprechen, hätte er nicht nach sich einen solchen einzigartigen Stellvertreter zurückgelassen, der dies alles könnte“

### Wahl Heinrich Raspes
Der Papst hatte zwar mit allerlei kirchenjuristischen Finessen das Recht zur Absetzung des Kaisers für sich beansprucht, aber die Reaktionen im Reich waren eher gering. Die anderen europäischen Herrscher brachen die Verbindungen zum Kaiser nicht ab, reagierten aber auch nicht auf die Aufrufe Friedrichs zur Solidarität.
Erste Schritte unternahmen die geistlichen Gegner im Reich. Sie mussten einen Ersatz für Friedrich finden, und so wählten am 22. Mai 1246 die Erzbischöfe von Mainz und Köln zusammen mit verschiedenen Bischöfen, Grafen und Herren Heinrich Raspe zum römisch-deutschen König.

### Wahl Wilhelms von Holland
Nach dem Tode Heinrich Raspes im Jahre 1247 wurde der Graf Wilhelm von Holland zum neuen Gegenkönig gewählt; erst nach dem Tode Konrads IV. 1254 erlangte er allgemeine Anerkennung. Seine unangefochtene Herrschaft endete jäh durch seinen 1256 erfolgten Schlachtentod.

### Die Doppelwahl von 1257
Zur sogenannten Doppelwahl kam es 1257, als Alfons von Kastilien und Richard von Cornwall gleichzeitig von den sieben wahlberechtigten Fürsten zu Königen gewählt wurden. Beide waren verwandtschaftlich mit dem Staufergeschlecht verbunden. Alfons war ein Enkel Philipps von Schwaben und Richard der Schwager von Friedrich II.
Bei der Wahl konnten beide Kandidaten je drei Stimmen für sich verbuchen, Ottokar II. von Böhmen jedoch gab beiden seine Stimme, wofür er sich jeweils von ihnen bezahlen ließ. Dieses Patt sorgte dafür, dass es zu einer Doppelwahl kam.
Die beiden gewählten Könige konnten keine allgemeine Anerkennung im Reich erlangen. Richard von Cornwall starb im April 1272, woraufhin Alfons von Kastilien von Papst Gregor X. die Bestätigung seiner Königswahl (päpstliche Approbation) forderte. Doch der Papst verweigerte ihm die Approbation und bereitete so den Weg für eine Neuwahl.

### Die Wahl Rudolfs
1273 einigten sich die drei geistlichen Kurfürsten und der Pfalzgraf bei Rhein auf Graf Rudolf IV. von Habsburg als Kandidaten. Dessen Wahl erfolgte dann am 1. Oktober 1273 in Frankfurt mit den Stimmen des Herzogs von Sachsen und des Markgrafen von Brandenburg und gegen den Widerstand des Böhmen Ottokar Přemysl.
Das Interregnum fand sein Ende mit der traditionellen Salbung und Krönung des Gewählten als Rudolf I. am 24. Oktober 1273 im Aachener Münster. Alfons zog seinen Anspruch erst 1275 zurück.

## Folgen des Interregnums
Wesentliche Ergebnisse dieser Zeit sind die Herausbildung des Kurfürstenkollegs als des alleinigen Gremiums für die Wahl des römisch-deutschen Königs und ein Königtum, das sich gegen die mächtiger gewordenen Reichsfürsten zunehmend auf die eigene Hausmacht stützen musste. Weiterhin schufen die verschiedenen Reichsstände, wie die Städte sowie die weltlichen und geistlichen Fürsten, verschiedene Mittel zur Konfliktlösung in Zeiten, in denen eine starke Königsmacht fehlte, wie an der nach mehreren Doppelwahlen einhelligen Wahl Rudolfs I. zum König erkennbar ist.
Während des Interregnums versuchten die Bischöfe und Fürsten, Ansprüche und Territorien zu vergrößern. Sie unterdrückten mindermächtige Adelige, bekämpften das städtische Bürgertum und rissen widerrechtlich Reichslehen an sich; sie führten Zölle, neue Steuern und sogar Regalien aller Art ein, um ihren Reichtum zu vergrößern. Auch der niedere Adel, allen voran das Rittertum, stand den Großen in nichts nach, auch wenn seine Methoden weniger subtil waren – das Raubrittertum entstand. Niemand konnte der Verwilderung des deutschen Adels Einhalt gebieten; die Gerichte und Reichsbehörden waren machtlos, das Faustrecht, das Recht des Stärkeren, setzte sich allgemein durch. Das Heilige Römische Reich war ein rechtloser Staat geworden, ohne funktionierende Verwaltung und Kontrolle, in dem der Anomie Tür und Tor geöffnet worden war.
Das Interregnum kann aber auch als eine Übergangsphase betrachtet werden: Die alte Ordnung zerbrach und schuf eine Entwicklung, in der die Landesfürsten zu den neuen Trägern der staatlichen Ordnung aufstiegen, und auch die Städte emanzipierten sich durch das an Reichtum gewinnende Bürgertum und traten somit selbstbewusster gegenüber den Fürsten auf. Durch dieses Stadium wurde allerdings auch die Kleinstaaterei gefördert, die es dem Reich über Jahrhunderte schwer machte, zu einem geschlossenen Staatsgebilde zu werden.

### Städtebünde
Durch die anarchischen Zustände litten die Städte sehr, überall waren Handelsreisende und Kaufleute der Gefahr ausgesetzt, von Raubrittern überfallen oder verschleppt zu werden. Auch wenn Päpste, Könige und Fürsten Gesetze gegen dieses Treiben erließen, änderte sich jedoch in der Praxis äußerst wenig. Außerdem waren die Kaufleute auch der Willkür der Bischöfe und Fürsten ausgesetzt. Sie wurden mit hohen Steuern und Zöllen belastet. Konnte ein Kaufmann die geforderte Abgabe nicht bezahlen oder verstarb er durch unglückliche Umstände, wurden seine Ländereien und Güter vom Landesfürsten eingezogen und nur bei besonderen Verdiensten den eigentlichen Erben wieder herausgegeben bzw. ausbezahlt.
Bei dieser Schwäche der Reichsgewalt gingen die Städte dazu über, sich gemeinschaftlich selbst zu helfen, und begannen sich in Städtebünden zusammenzuschließen.

#### Rheinischer Bund
Der erste Einzelbund, der auf Betreiben des Mainzer Bürgers Arnold von Walpoden 1254 zwischen den mittelrheinischen Städten Mainz, Worms, Oppenheim und Bingen geschlossen wurde, ging dann später im Großen Rheinischen Bund der Städte und Herren auf, der 1256 bereits aus 31 Erzbischöfen, Bischöfen, Grafen und Herren bestand, sowie 100 Städte von Bremen bis Basel umfasste. Hauptziel des Bundes war es, den Landfrieden zu gewährleisten und ungerechtfertigte Zölle und Steuern zu beseitigen. Alle Bundesmitglieder waren aufgefordert, bewaffnete Kriegsmannschaften bereitzustellen, um den Frieden sicherstellen zu können; zum Schutz des Handels sollten die Städte von Basel bis zur Moselmündung 100 und die weiter nördlich gelegenen Städte 50 Kriegsfahrzeuge bereithalten.
Auseinandersetzungen zwischen den Verbündeten wurden durch ein Schiedsgericht, dem je vier Männer aus jeder Stadt und jeder Herrschaft angehörten, geschlichtet; diese Schiedsrichter waren zugleich auch die Mandatare bei der alle vier Jahre stattfindenden Bundesversammlung. In diesen Bundesversammlungen wurden dann die allgemeinen Richtlinien, wie der Zugang der ländlichen Bevölkerung zu den Städten oder Schutz der Juden geregelt, aber auch soziale Pflichten der Mitglieder festgelegt. So musste jede Stadt ein Armenhaus errichten und für die Armenwohlfahrt eine Steuer erheben. Die wichtigste Aufgabe neben wirtschaftlichen und sozialen Belangen war aber die Erhaltung des Landfriedens von 1235, der unter allen Umständen erhalten werden musste.
Der Bund war zwar aufgrund der Unfähigkeit des Königs/Kaisers geschlossen worden, aber nicht unbedingt gegen diesen gerichtet; König Wilhelm bestätigte ihn sogar auf einem Reichstag und erkannte seine unabhängige Rechtspersönlichkeit an. So wurde aus einem Notbehelf eine Institution, auf die sich der König in schwierigen Situationen stützen konnte. Durch diese Zuwendung des Königs kam es jedoch auch zu Streitigkeiten innerhalb des Bundes, die nach dem Tod Wilhelms eskalierten, als einige Mitglieder sich dem gefassten Beschluss der Neutralität bezüglich der Königswahl nicht beugen wollten. Eine Stadt nach der anderen sagte sich nach Zusicherung von königlichem Geld vom Bund los, so dass er schließlich aufgelöst wurde. Trotz dieser Auflösung blieb den Städten jedoch das Privileg, bei Reichstagen Beraterfunktionen einzunehmen, die ihnen einen gewissen Einfluss auf die kaiserlich-königliche Politik ermöglichten.

#### Die deutsche Hanse
Auch die Hanse, der wichtigste deutsche Städtebund, hatte im 13. Jahrhundert ihre Anfänge. Ihr Ursprung findet sich im Zusammenschluss deutscher Kaufleutegenossenschaften im Ausland, der Einzelbünde der norddeutschen Städte und in der Machtzunahme Lübecks. Im 12. Jahrhundert entstand für den Nordseehandel in London eine Genossenschaft deutscher Kaufleute, wobei die Stadt Köln den ersten Platz einnahm.
Die Kölner besaßen in London ihr eigenes Quartier, das dann später zum Sitz aller deutschen Kaufleute erweitert wurde. Für diese Londoner Genossenschaft wird 1282 erstmals der Name „deutsche Hanse“ verwendet. Unter Hanse versteht man zunächst aber nur „Gilde“ oder eben „Genossenschaft“, erst später wandelte sich der Begriff. Von entscheidender Bedeutung für die Gründung der Hanse waren aber auch die Einzelbünde der norddeutschen Städte, die, ähnlich dem rheinischen Bund, sich hauptsächlich der Erhaltung des Landfriedens, der Ordnung des Münz- bzw. Maßsystems usw. widmeten. Solche Bündnisse schlossen von sächsisch-westfälischen Städten seit 1247 Hamburg und Braunschweig, sowie die Städte, Bremen, Köln, Hannover, Münster und Dortmund, Soest und Lippstadt, in den wendischen Landen die Städte Lübeck, und Wismar, Rostock, Stralsund und Greifswald. Unter diesen Bündnissen tat sich vor allem Lübeck hervor, das Köln in London ablöste und so zur bestimmenden Stadt wurde. Auch wegen der günstigen Lage zwischen dem wendischen und sächsisch-westfälischen Bereich war es Zentrum des norddeutschen Handels geworden. Lübeck hatte sogar die Kraft, mit seinen Verbündeten den deutschfeindlichen König Erik II. von Norwegen mit Waffengewalt zu einem für die Deutschen sehr vorteilhaften Frieden zu nötigen. Seitdem war Lübecks Vorherrschaft entschieden, sogar die durch den deutschen Orden eroberten baltischen Städte übernahmen lübisches Recht. So entstand Ende des 13. Jahrhunderts ohne irgendeine Gründungsurkunde oder einen Gründungsakt in noch recht lockerer Form die deutsche Hanse unter der Führung Lübecks. Um 1300 wurde in Lübeck die erste Hanseversammlung abgehalten, die ihre Gesetze und Richtlinien festlegte. Diese galten nicht nur für die Bundmitglieder, sondern waren auch für Städte Slaviens, der Mark, Polens, Gotlands und Rigas verpflichtend.
So war ohne Mitwirkung des Reiches ein Machtfaktor entstanden, der über hunderte Jahre lang den Handel und die Politik im Ost- und Nordseeraum entscheidend mitbestimmte.